# Christopher W. Shaw
Christopher W. Shaw es un historiador, autor y analista de políticas estadounidense. En 2013, Shaw obtuvo un doctorado en historia de la Universidad de California en Berkeley. Uno de los principales focos de su investigación ha sido la historia del Servicio Postal de los Estados Unidos y su declive en las últimas décadas, particularmente debido a las acciones del director general de Correos Louis DeJoy. Fue uno de los primeros en recomendar reiniciar la banca postal en 2006 y ha seguido promoviendo esta idea. Shaw es director de proyectos en el Centro para el Estudio de la Ley Responsiva de Ralph Nader.

## Investigaciones y trabajos
El libro de Shaw de 2019 Money, Power, and the People: The American Struggle to Make Banking Democratic cubrió la historia del sistema bancario estadounidense durante la era progresista y la era del New Deal, junto con cómo eventos como la Gran Depresión afectaron la confianza del público en el sistema. El enfoque del libro es revelar el impacto de la acción colectiva de los trabajadores en el sistema bancario estadounidense. Esto incluye la creación de la Corporación Federal de Seguro de Depósitos, el Sistema de Ahorro Postal de los Estados Unidos y la Ley Federal de Préstamos Agrícolas. El libro cubre todo esto, pero también hay partes en artículos de revistas. También incluye cómo la acción colectiva de los trabajadores redujo la influencia de los banqueros en el Sistema de la Reserva Federal en la Ley Bancaria de 1935. Con base en la investigación de Shaw, ha pedido que la Reserva Federal rinda más cuentas a los ciudadanos.
Su investigación sobre el Servicio Postal de los Estados Unidos documenta su importancia para la democracia estadounidense. Fue uno de los primeros en recomendar reiniciar la banca postal en 2006 y ha seguido promoviendo esta idea. También propuso crear un «Grupo de Acción del Consumidor de la Oficina de Correos» que le daría al público una voz organizada para ayudar a contrarrestar la influencia de las grandes corporaciones en el Servicio Postal de los Estados Unidos.
La validez de su investigación ha sido extensa y favorablemente revisada.

## Obras publicadas
- First Class: The U.S. Postal Service, Democracy, and the Corporate Threat. City Lights Books. 2021. ISBN 978-0872868779.[15]
- Money, Power, and the People: The American Struggle to Make Banking Democratic. University of Chicago Press. 2019. ISBN 9780226636337.[16]
- Preserving the People's Post Office. Essential Books. 2006. ISBN 978-1893520035.

## Lectura adicional
- Seder, Sam (12 de octubre de 2020). «10/12 The American Struggle to Make Banking Democratic w/ Christopher Shaw». The Majority Report with Sam Seder (en inglés). Consultado el 5 de octubre de 2022.
- Peter Maravelis (17 de diciembre de 2021). «Christopher W. Shaw in Conversation with Ralph Nader» (en inglés). Stitcher. Consultado el 8 de octubre de 2022.